# Pont de Cal Nenus
Pont de Cal Nenus és una obra de Súria (Bages) protegida com a Bé Cultural d'Interès Local.

## Descripció
Pont de la xarxa ferroviària que uneix Súria i Manresa. Té una alçada de 32,64 metres. Presenta els dos estreps amb arcs de mig punt. Entremig, la fàbrica de l'estructura és de formigó.

## Història
El pont és un dels cinc viaductes que es troben en la línia de ferrocarril de Manresa a Súria que va construir la Solvay per al transport de la potassa. Originàriament tenia un pilar menys que ara i la via anava sobre una estructura metàl·lica construïda per l'empresa "Material para Ferrocarriles y Construcciones S.A.", de Barcelona, sota la direcció de l'enginyer Josep Vilaseca i Morer. El 22 de gener de 1932 durant la revolta anarquista al Bages i Berguedà es va intentar fer volar el pont. Acabada la Guerra Civil es van aixecar tres nous pilars i es va refer l'estructura metàl·lica, composta ara de 5 trams, en lloc dels 2 originals. En la dècada de 1980-1990 les estructures metàl·liques es van substituir per bigues de formigó.